# José Carol Archs
José Carol Archs   (Martorell, 24 de desembre de 1929) és un novel·lista i articulista català.

## Biografia
José Carol Archs estudià batxillerat en col·legis salesians, i la carrera de Dret a la Universitat de Barcelona.
Va guanyar el Premi Cafè Gijón de novel·la curta en 1959 amb El Parador.
Fou col·laborador i articulista en Nueva Estafeta (segona etapa de La Estafeta Literaria) entre 1979 i 1983 i en el diari barceloní El Correu Català entre 1981 i 1983. Ha estat president del jurat dels Premis Literaris de Martorell durant trenta anys. En 2009 es publicà un llibre d'homenatge a la seva vida i la seva obra per un grup d'escriptors: La pasión por la palabra.
Altres novel·les seves són: La Riada, publicada per Editorial Planeta en 1966 i després per Cercle de Lectors i Editorial Bruguera, Confesiones de un drogado (1971) i El fuego de la vida (1981).A més, va publicar un llibre de relats: Y los hombres izaron un arco iris (1979), així com diverses obres d'assaig, com: Entre la espada y la pared (1974) i 33 viajes alrededor del yo (1982). També escriu una biografia F. Durán-Jordá, el combatiente de la sangre (1978) i una crítica literària sobre autors catalans: El sueño de la palabra (1996), així com un llibre d'aforismes: Cada día con Minerva (edicions en 1976 i 1994).

## Obres
- La riada. ISBN 978-84-320-5064-0
- El parador. ISBN 84-7457-044-1
- El fuego de la vida. ISBN 84-7457-120-0
- Y los hombres izaron un arco iris. ISBN 84-7457-056-5
- 33 viajes alrededor del yo. ISBN 84-85887-12-3
- Cada día con Minerva. ISBN 84-8132-018-8
- El sueño de la palabra. ISBN 84-8300-115-2
- La pasión por la palabra. ISBN 978-84-936938-6-2